# Myiapharus refuga
Myiapharus refuga är en tvåvingeart som först beskrevs av Wulp 1890.  Myiapharus refuga ingår i släktet Myiapharus och familjen parasitflugor. Inga underarter finns listade i Catalogue of Life.